# Anna Akhmátova
Anna Akhmátova (em russo e ucraniano: А́нна Ахма́това, Odessa, 23 de junho de 1889 — Leningrado, 5 de março de 1966) pseudônimo de Anna Andreevna Gorenko (russo: А́нна Андре́евна Горе́нко; ucraniano: А́нна Андрі́ївна Горе́нко), foi uma das mais importantes poetisas acmeístas russas.

## Biografia
Começou a escrever poesia aos onze anos de idade, mas o pai, um engenheiro naval, temia que Anna viesse a desonrar o nome da família, convencido de estar a adivinhar hábitos decadentes associados à vida artística. Assim, assinou os seus primeiros trabalhos com o primeiro nome da sua bisavó, Tatar.
Apesar do seu pai ter abandonado a família, quando Anna contava apenas dezesseis anos, conseguiu prosseguir os seus estudos. Portanto, não só estudou no liceu feminino de Tsarskoe Selo e no célebre Instituto Smolnyi de São Petersburgo, como também no Liceu Fundukleevskaia de Kiev e numa faculdade de Direito, em 1907.
A obra de Akhmatova compõem-se tanto de pequenos poemas líricos como de grandes poemas, como o Requiem, um grande poema acerca do terror estalinista. Os temas recorrentes são o passar do tempo, as recordações, o destino da mulher criadora e as dificuldades em viver em escrever à sombra do estalinismo.

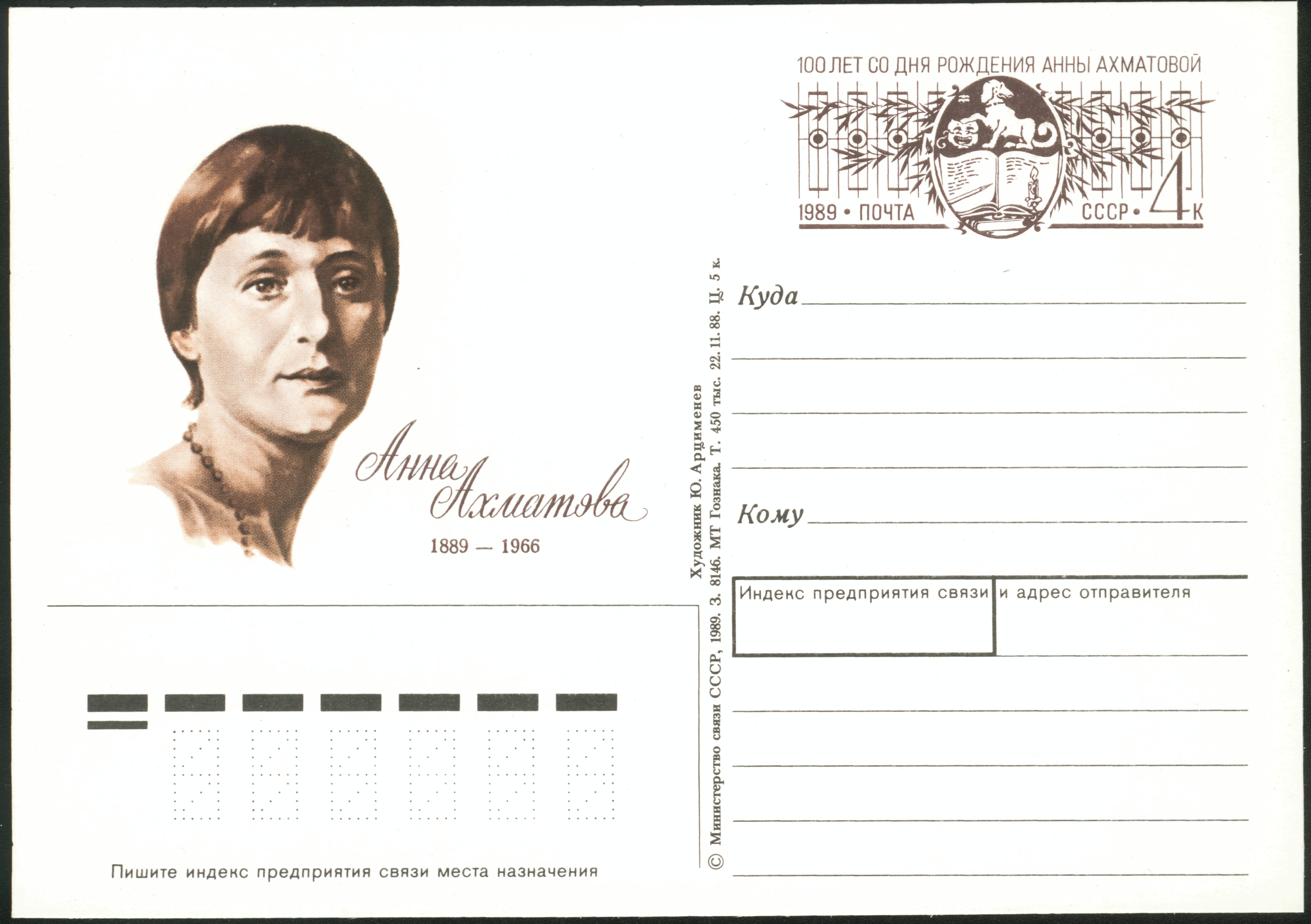
1989

Os seus pais separaram-se em 1905. Ela casa-se com o poeta Nikolai Gumilev em 1910. O filho deles, nascido em 1912, é o historiador Lev Gumilev.
Akhmatova teve uma longa amizade com a poetisa Marina Tsvetaeva, sua compatriota. Estas duas amigas trocaram uma correspondência poética.
Nikolai Gumilev foi executado em 1921 por causa de actividades consideradas anti-soviétes; Akhmatova foi forçada ao silêncio, não podendo a sua poesia ser publicada de 1925 a 1952 (exceptuando de 1940 a 1946). Excluída da vida pública, vivendo de uma irrisória pensão e forçada a ir fazendo traduções de obras de escritores como Victor Hugo e Rabindranath Tagore, Akhmatova começou, após a morte de Stálin, em 1953, a ser reabilitada, tendo-lhe sido autorizada uma viagem a Itália para receber o prémio literário Taormina e a Oxford para receber um título honorário, em 1965.
Na generalidade, a sua obra é caracterizada pela aparente simplicidade e naturalidade e pela precisão e clareza da sua escrita.